# Seismisk våg

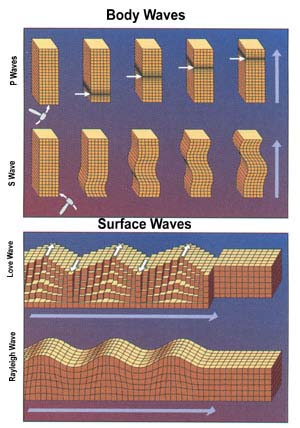
Volymvågor (body waves) och ytvågor (surface waves)

En seismisk våg är en våg som utbreder sig genom jorden, oftast som ett resultat av en jordbävning eller ibland efter en explosion. Seismiska vågor exciteras också kontinuerligt genom havsvågor och genom vinden. Seismiska vågor studeras av en seismolog och mäts med en seismograf, seismometer eller geofon. För seismiska studier av oljereservoarer kan hydrofoner ge ytterligare information.
- Volymvågor utbreder sig genom det inre av jorden. De följer vägar som böjs av varierande densitet och sammansättningen av jordens inre. Denna effekt liknar refraktionen av ljusvågor. Volymvågor ger de första indikationerna på att en jordbävning har inträffat. Det finns två typer av volymvågor: primära (P-vågor) och sekundära (S-vågor).
  - P-vågor (primära vågor) är longitudinella vågor (eller kompressionsvågor), vilket innebär att bergarterna omväxlande trycks ihop eller dras ut i utbredningsriktningen. Dessa vågor utbreder sig lite mindre än dubbelt så fort som S-vågor och kan utbreda sig i alla typer av material. Dessa vågor kan fortplanta sig i luften och beter sig där som ljudvågor. Typiska utbredningshastigheter är 330 m/s i luften, 1450 m/s i vatten och ungefär 5000 m/s i granit. P-vågor är inte så destruktiva som S-vågor och de ytvågor som följer dem.
  - S-vågor (sekundära vågor) är transversella vågor (eller skjuvningsvågor), vilket innebär att bergarterna förflyttas vinkelrätt mot utbredningsriktningen. S-vågor kan endast utbreda sig i fasta material eftersom fluider (vätskor och gaser) inte överför skjuvning. Utbredningshastigheten är ungefär 60 % av P-vågens hastighet i ett givet material. S-vågens amplitud är flera gånger större än P-vågens amplitud.

Hastighetsskillnaden mellan P-vågorna och S-vågorna gör att man kan räkna ut avståndet till en jordbävnings epicentrum genom triangulering. Detta kräver minst tre olika mätstationer som ligger på olika avstånd från epicentrum. Varje mätstation ritar sedan en cirkel i riktning mot skalvet med deras uppmätta avstånd som radie. Skärningspunkten mellan cirklarna motsvarar sedan epicentrum.
- Ytvågor är analoga med vattenvågor och utbreder sig precis under jordytan. De utbreder sig långsammare än volymvågor. På grund av deras låga frekvens, långa varaktighet och stora amplitud, kan de vara den mest destruktiva av de seismiska vågorna. Det finns två typer av ytvågor: 
  - Rayleighvågor innebär att markytan rör sig vertikalt, liknande vågornas utbredning i vatten. Existensen av dessa vågor förutsas 1885 av Lord Rayleigh.
  - Lovevågor är ytvågor som orsakar en horisontell skjuvning av marken. De är uppkallade efter Augustus Love, en brittisk matematiker som 1911 utarbetade en matematisk modell för vågorna. De utbreder sig vanligtvis något snabbare än rayleighvågor.

### Allmänna källor
- https://web.archive.org/web/20071208141647/http://www.earth.geo.su.se/chapter10/summary.html